# Peng Zhen
Peng Zhen, ursprungligen Fu Maogong (傅茂公), född 12 oktober 1902 i Quwo, Shanxi, död 26 april 1997 i Peking, var en kinesisk kommunistisk politiker. Han var borgmästare i Peking och senare ordförande i Nationella folkkongressen. Han var den förste medlemmen av politbyrån, som förödmjukades offentligt när kulturrevolutionen bröt ut i Folkrepubliken Kina 1966. 
Peng blev medlem i Kinas kommunistiska parti under 1923 som en av grundarna av partiet i provinsen Shanxi. Han greps 1929, men fortsatte sitt politiska arbete i all hemlighet medan han fängslades. När han frigavs i 1935 började han att organisera en motståndsrörelse mot de invaderande japanska styrkorna. Han steg i leden partiet och fick en stor del av äran för den fredliga erövringen av Peking under det kinesiska inbördeskriget.
Peng var länge ledamot i centralkommittéen och dess sekretariat. 1951 blev han borgmästare i Peking, där han byggde upp en egen maktbas i partiet. Under hans tid som borgmästare omgestaltades Peking som Folkrepubliken Kinas huvudstad med en rad stora arkitektoniska projekt. Stora delar av stadsmurarna revs och inför Folkrepubliken Kinas 10-årsjubileum 1959 byggdes Himmelska fridens torg om och Folkets stora hall invigdes. På förslag från vice borgmästare Wu Han grävdes även kejsargraven Dingling ut.
Pengs starka ställning i Peking, vilken Mao Zedong uppfattade som ett hot, gjorde att han blev ett av kulturrevolutionens första offer i april 1966. Han överlevde dock kulturrevolutionen och rehabiliterades när Deng Xiaoping kom till makten efter Maos död. Han blev ordförande i partiets politiskt-rättsliga kommission 1980. Som ordförande i den sjätte nationella folkkongressens ständiga utskott (1983) arbetade han för att stärka folkkongressens inflytande.
Peng drog sig tillbaka från sina ledande politiska uppdrag 1988. Han tillhör det kinesiska kommunistpartiets "åtta odödliga".